# Аболимов, Пётр Фёдорович
Пётр Фёдорович Аболимов (3 (16) августа 1905 года, Санкт-Петербург, Российская империя — 22 сентября 1977, Москва) — русский советский театровед, сценарист, драматург, балетный либреттист
. Заслуженный деятель искусств РСФСР (1974).

## Биография
В 1950 году окончил ГИТИС.
Руководил Государственным Кремлёвским дворцом.
В 1971—1977 годах — первый директор Большого Московского государственного цирка.
Автор балетных сценариев и либретто:
- «Доктор Айболит» И. В. Морозова по сказке К. И. Чуковского (1947, Новосибирский театр оперы и балета),
- «Медный всадник» (1949, Театр им. Кирова),
- «Мирандолина» (1949, Большой театр, совм. с В. А. Варковицким по мотивам комедии Карло Гольдони «Хозяйка гостиницы»[3].),
- «Берег счастья» А. Э. Спадавеккиа (1948 — Театр имени Станиславского и Немировича-Данченко),
- «Лесная фея» Ефимова (по сказкам Горького, 1960 — Театр имени Станиславского и Немировича-Данченко),
- «Сакта свободы» (1950, театр оперы и балета Латвийской ССР);
- «Левша» Б. Александрова (по Н. С. Лескову, 1954, Свердловский театр оперы и балета; 1976, Театр им. Кирова),
- «Последний бал» Ю. Бирюкова (1961, Челябинский театр оперы и балета),
- «Золотопряхи» Э. Каппа (1956, совм. с Л. Алгвере, театр «Эстония») и др.

Автор статей о балете.
В 1976 году награждён орденом «Знак Почёта».

Могила на Донском кладбище

Похоронен на Новом Донском кладбище (1 уч.).